# Charaxes kirki
Charaxes kirki är en fjärilsart som beskrevs av Butler 1881. Charaxes kirki ingår i släktet Charaxes och familjen praktfjärilar. Inga underarter finns listade i Catalogue of Life.